# A1高速公路 (奧地利)
A1高速公路（德語：West Autobahn A1），又稱西方高速公路，是奧地利一條高速公路，連接首都維也納以及接壤德國邊境的瓦尔斯-锡岑海姆，中間經過林茨、薩爾茨堡等主要城市，並經8号高速公路可連接到慕尼黑。全長292公里。
公路自納粹德國統治時期開始就已經興建，《奧地利國家條約》後工程恢復。1967全面通車。公路是歐洲E52、E55和E60公路的一部份。